# Fiji nos Jogos Olímpicos de Verão de 1968
Fiji competiu com um atleta nos Jogos Olímpicos de Verão de 1968, na Cidade do México, México. Fiji retornou aos jogos depois de perder os Jogos Olímpicos de Verão de 1964, em Tóquio.

## Resultados por Evento
Atletismo 
Masculino
Campo
| Atleta       | Evento              | Elim. | Elim. | Final       | Final       |
| Atleta       | Evento              | Res.  | Pos.  | Res.        | Pos.        |
| ------------ | ------------------- | ----- | ----- | ----------- | ----------- |
| Viliame Liga | Lançamento de dardo | 62.32 | 8º    | Não avançou | Não avançou |